# Сорокин, Николай Назарович
Никола́й Наза́рович Соро́кин (1903—1978) — советский партийный и государственный деятель, Председатель Верховного Совета Карело-Финской ССР (1940—1947), депутат Совета Национальностей Верховного Совета СССР I созыва.

## Биография
Родился в крестьянской семье, карел. С 1921 года член РКП(б), на партийной работе в районах Карелии.
В 1924 году окончил Петрозаводскую совпартшколу, в 1925 году призван на службу в РККА.
В 1927—1934 годах секретарь районных комитетов ВКП(б) Автономной Карельской ССР. В 1934—1936 годах — слушатель курсов марксизма-ленинизма в Ленинграде.
В 1936—1939 годах на партийной работе в районах Карелии.
Участник Советско-финской войны (1939—1940), комиссар дивизии.
Избирался депутатом Совета Национальностей Верховного Совета СССР I созыва в 1938 году.
В 1940—1944 годах — второй секретарь ЦК КП(б) Карело-Финской ССР, председатель Верховного Совета Карело-Финской ССР в 1940—1947 годах.
В 1945—1952 годах работал заведующим отделом Совета Министров Карело-Финской ССР.